# Arca ameghinorum
Arca ameghinorum es una especie extinta de bivalvos presente en el Cretácico y Paleógeno de la Formación Roca, en la Patagonia Argentina. Se han encontrado moldes internos de esta especie mal conservados en la cantera de Cholino, General Roca.

## Descripción
Arca es un género de moluscos bivalvos de la familia Arcidae, la cual se caracteriza por tener una charnela larga compuesta por muchos dientes. La concha varía de tamaño pequeño a grande y está cubierta por un periostraco fibroso y aterciopelado, generalmente de color oscuro. Algunas especies se pegan al sustrato por medio del biso, el cual sale a través de una hendidura en el margen ventral.

## Otros datos
La mayoría de las especies nombradas por Rudolf von Ihering (1903, 1907) como en este caso, se definieron en moldes internos o por muestras articuladas,por lo que  no es posible hacer revisiones a nivel genérico, pero el material se reconoce fácilmente en el nivel de especie.